# Cecilia Björner
Ulla Cecilia Björner, född 3 april 1959, är en svensk diplomat. Hon var ambassadör i Budapest 2006–2011, vid den Heliga stolen och i Valetta med stationering i Stockholm 2016–2020 samt i Oslo 2021–2024.
Tidigare har Björner tjänstgjort som utrikesråd för internationellt utvecklingssamarbete, ambassadör för anti-terrorism, biträdande chef på enheten för Östeuropa och Centralasien, chef för biståndsministerns kansli och minister vid representationen i Genève. Hon har också arbetat för Förenta nationerna vid tre tillfällen (UNDP, OCHA och UNHCR) samt varit anställd vid Sida och Exportkreditnämnden.